# Macrotylus amoenus
Macrotylus amoenus är en insektsart som beskrevs av Reuter 1909. Macrotylus amoenus ingår i släktet Macrotylus och familjen ängsskinnbaggar. Inga underarter finns listade i Catalogue of Life.